# فرانکونویل، ول-دوآز
شهر فرانکونویل (به فرانسوی: Franconville) در شهرستان ول-دوآز در ناحیه ایل-دو-فرانس با جمعیت ۳۲٬۹۸۸ نفر در کشور فرانسه واقع شده‌است